# 張嘉澍
張嘉澍（？—？），廣東省廣州府番禺縣人，清朝政治人物、進士出身。
光緒六年（1880年），参加庚辰科殿試，登進士二甲第71名。同年五月，著分部學習。